# アレグザンダー・ハミルトン (第10代ハミルトン公爵)
第10代ハミルトン公爵アレグザンダー・ハミルトン（英語: Alexander Hamilton, 10th Duke of Hamilton, KG, PC, FRS, FSA、1767年10月3日-1852年8月18日）は、イギリスの貴族、政治家。

## 経歴

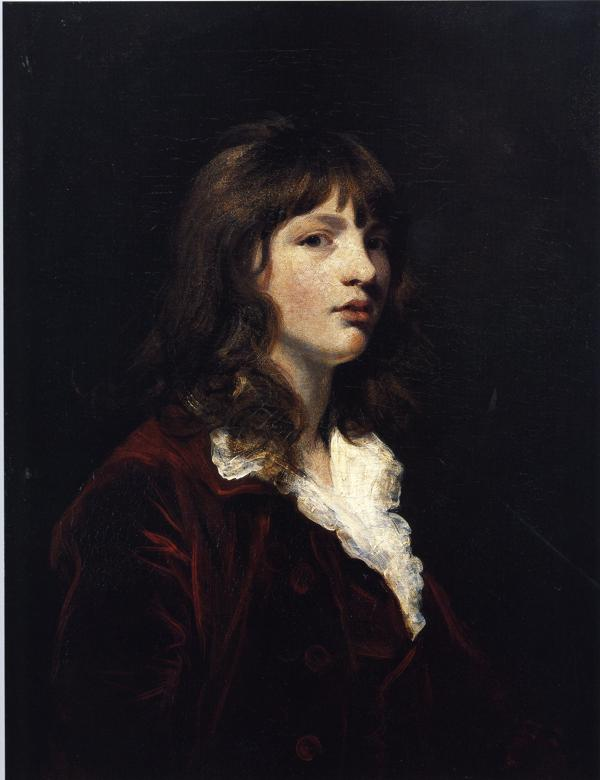
15歳の頃。ジョシュア・レノルズ画。

1767年10月3日、第9代ハミルトン公爵アーチボルド・ハミルトンとその妻ハリエット(第6代ギャロウェイ伯爵アレグザンダー・ステュワートの娘)の間の長男としてロンドン・セント・ジェイムズ広場に生まれる。
ハーロー校を経てオックスフォード大学クライスト・チャーチへ進学。1789年にマスター・オブ・アーツの学位を取得。
1802年7月から1806年11月にかけてランカスター選挙区から選出されて庶民院議員を務めた。1806年11月4日には繰上勅書によりいまだ父が存命ながら第7代ダットン男爵を継承し、貴族院議員に列した。
1806年から1807年にかけて駐ロシア大使を務めた。1806年6月に枢密顧問官に列する。
1819年2月16日に父が死去し。第10代ハミルトン公爵位を継承した。
1820年から1822年にかけてフリーメイソンのスコットランド・グランドロッジのグランドマスターを務める。
1834年から死去まで大英博物館の管理人を務めた。1836年2月にガーター勲章を受けた。
1852年9月4日にスコットランド・ハミルトンのハミルトン宮殿で死去。

## 栄典

### 爵位
1806年11月4日の繰上勅書により父アーチボルドから以下の爵位を継承した。
- チェスターのパラティン州におけるダットンの第8代ダットン男爵（8th Baron Dutton, of Dutton in the County Palatine of Chester）
(1711年9月10日の勅許状によるグレートブリテン貴族爵位)

1819年2月16日の父の死去により以下の爵位を継承した。
- 第10代ハミルトン公爵（10th Duke of Hamilton）
(1643年4月12日の勅許状によるスコットランド貴族爵位)
- 第7代ブランドン公爵（7th Duke of Brandon）
(1711年9月10日の勅許状によるグレートブリテン貴族爵位)
- 第7代ダグラス侯爵（7th Marquess of Douglas）
(1633年6月14日の勅許状によるスコットランド貴族爵位)
- 第10代クライズデール侯爵（10th Marquess of Clydesdale）
(1643年4月12日の勅許状によるスコットランド貴族爵位)
- 第17代アンガス伯爵（英語版）（17th Earl of Angus）
(1389年4月9日の勅許状によるスコットランド貴族爵位)
- 第9代ラナーク伯爵（9th Earl of Lanark）
(1639年3月31日の勅許状によるスコットランド貴族爵位)
- 第10代アラン＝ケンブリッジ伯爵（10th Earl of Arran and Cambridge）
(1643年4月12日の勅許状によるスコットランド貴族爵位)
- 第7代アバーネシー＝ジェドバラ・フォレスト卿（7th Lord Abernethy and Jedburgh Forest）
(1633年6月14日の勅許状によるスコットランド貴族爵位)
- 第9代マッカンジリー＝ポルモント卿（9th Lord Machanshire and Polmont）
(1639年3月31日の勅許状によるスコットランド貴族爵位)
- 第10代エイヴェン＝インナーデール卿（10th Lord Aven and Innerdale）
(1643年4月12日の勅許状によるスコットランド貴族爵位)

### 勲章
- 1836年2月5日、ガーター勲章ナイト(KG)[2]

## 家族
1810年にウィリアム・トマス・ベックフォードの娘スーザンと結婚し、彼女との間に以下の2子を儲けた。
- 第1子(長男)ウィリアム・アレクサンダー・アンソニー・アーチボルド・ハミルトン (1811-1863) ： 第11代ハミルトン公爵
- 第2子(長女)スーザン・ハリエット・キャサリン (1814-1889)：第5代ニューカッスル公爵ヘンリー・ペラム＝クリントン、ついでジャン・アレクシス・オプ・デ・ビークと結婚。